# أفونسو ألفيس
أفونسو ألفيس مارتينس جونيور ((بالبرتغالية: Afonso Alves‏)؛ مواليد 30 يناير 1981 في بيلو هوريزونتي) هو لاعب كرة قدم برازيلي دولي سابق كان يلعب كمهاجم. اعتزل اللعب عام 2013 وبدأ مسيرته الرياضية عام 2001. لعب خلال مسيرته 231 مباراة سجل خلالها 145 هدفاً.

## روابط خارجية
- الموقع الرسمي (بالإنجليزية) (بالبرتغالية)
- أفونسو ألفيس على فرق كرة القدم الوطنية.كوم
- أفونسو ألفيس على موقع الاتحاد الدولي (مؤرشف)  (الإنجليزية)
- أفونسو ألفيس على موقع قاعدة بيانات كرة القدم.إي يو (الإنجليزية)
- أفونسو ألفيس على موقع ناشيونال فوتبول تيمز (الإنجليزية)
- أفونسو ألفيس على موقع Soccerbase.com (لاعب) (الإنجليزية)
- أفونسو ألفيس على موقع Soccerway.com (الإنجليزية)
- أفونسو ألفيس على موقع عالم كرة القدم.نت (الإنجليزية)